# Aurora social: setmanari defensor dels interessos del treball
Aurora social: setmanari defensor dels interessos del treball fou una publicació fundada per Ramon Albó i Martí, militant de la Lliga Regionalista. El primer número del setmanari sortí el quatre de maig de 1907, però el gener d'aquest mateix any es publicà el prospecte.
Al prospecte hi deia el següent: “Entrèm en el periodisme ab una gran confiansa.
Tením la convicció de que aném a satisfer una necessitat sentida fa molt temps a Catalunya y a fora de Catalunya.
Falta un periodich de cultura y acció social, dedicat exclusivament á defensar els interesos del trevall y a procurar d'una manera inmediata el benestar del poble.
La major part dels periódichs ho esperan tot d'un procediment radical que's fa consistir en el triomf d'un home, d'una forma política o d'un sistema fiamant de sociología.”
Aurora social no fou un diari revolucionari, sinó que seguia el corrent del sindicalisme catòlic. La funció principal de la publicació fou defensar els interessos del treball. Al prospecte del diari s'afegeix que “es ve a fundar una obra de vulgarisació científica, fixant-se especialment en aquelles ensenyanses y en aquells exemples que tinguin interès baix un punt de vista més pràctich que teòrich... Estem lliures de tot compromís de secta y de partit. Tenim la llibertat de la paraula sincera y del esfors honrat"

## Història

### Naixement
Aurora social sorgí per primer cop el 4 de maig de 1907. El setmanari sortia cada dissabte i tenia un cost de cinc cèntims quan es tractava d'un número solt o de setanta-cinc cèntims quan es tractava d'un paquet de vint-i-cinc números. Fou una publicació de gran format (460x305mm) amb quatre pàgines a quatre columnes. Els subscriptors rebien un regal d'utilitat domèstica com a mínim un cop a l'any.
Inicialment, la redacció estigué situada al carrer Santa Anna, número 4, pis 2n i l'administració en el mateix carrer, però en el número 26. El juny del 1907 la redacció i l'administració es traslladaren al carrer Canuda, número 15, pis 1r. Finalment, el març de l'any 1908 l'administració tornà a traslladar-se al carrer Santa Anna, 26. El setmanari s'imprimia al carrer Sant Francesc, 17.

### Desenvolupament i contingut
Aurora Social fou un setmanari de quatre pàgines que obria portada normalment amb caricatures, seguit hi havia una secció on s'agrupaven articles i entrevistes relacionades amb la temàtica laboral. Després s'hi trobava la secció d'Actualitats, on es recollien totes les notícies en l'àmbit internacional. La crònica social era una de les seccions del setmanari que acaparaven més atenció, a continuació d'aquesta hi havia els passatemps i els anuncis.
El principal contingut del setmanari, com ja indica el seu propi nom, fou el contingut relacionat amb les problemàtiques laborals i els drets dels treballadors. No obstant això, no seguí un corrent revolucionari, sinó que seguia el sindicalisme catòlic, impulsat per l'església i els sectors més conservadors. El setmanari fou jutjat per injúries a Rafael Clarasó per l'article “A la barra-Burla Sagnant” que apareix publicat al número 17.

### Desenllaç
La revista publicà el seu últim número el dia 26 de setembre de l'any 1908, amb un total de setanta-quatre números publicats. El setmanari s'acomiadà amb un text dedicat totalment al públic on explicava les causes de la seva dissolució. Ateses les millores socials, Aurora Social va transformar-se en l'òrgan popular del Volksverein hispà-americà per tenir un impacte més ampli.

## Director i col·laboradors

### Director
- Ramon Albó i Martí

### Redactors i col·laboradors
El setmanari va comptar amb nombrosos redactors i col·laboradors. La majoria d'ells utilitzaven pseudònims per a firmar.
- Eveli Dòria Bonaplata
- Emili Vilanova
- Bonamich
- Orville Dervey
- Franklin
- Cantaclar
- Matthieu
- Vilet
- Claudi Omar i Barrera
- Ketteler
- Claris
- Gínjol
- Pau Combes
- Dr. Sloss
- Xavier Viura
- Doctor Solucitits
- Joaquim Bas
- Enrich Heine
- Emili Benassit
- Lluis Via
- Carneggie
- Manel Causanilles Mas
- Nin
- B. Solà
- Josep Monclús
- Sydney Smith
- E. Coca i Vallmajor
- Swift
- Victor Oliva
- Josep Carner
- J. Riera i Bertran
- Claudi Planas i Font
- Mad. Soymonof
- J. Alas Llifnob
- R. Mayol
- Pere Martí i Peydró
- Leopold Negre
- Antoni Pugués Guitart
- Frederich Rahola
- Mustafà Xiulets de Fusta-Blanca
- Manyá-Net
- Miquel S. Oliver
- Emili Pascual Amigó
- Ferran Agulló i Vidal
- Max O’rell
- Marià Bordas
- Talla-Ferro
- Edison
- M. Dausà
- Joan Redondo
- Isidre Nonell
- Josep O. Montserrat
- Just
- Mannino
- Lacordaire
- Manel Folch Torres
- Gratry
- Carles Perin
- Pere Prat
- Joan Pons Massaveu
- Ramon Masifern
- G. Goria
- R. Cors i Cors
- Mercè González
- J. Serle
- J. Salas Antón
- Mercier de la Rivière
- March Minghetti
- Josep Alcovero
- Marti Genis i Aguilar
- Joaquim Folch
- Albert Weiss
- Josep Toniolo
- Fritz
- Antón Navarro
- Josep Solà
- R. Pujal
- F. Tomás Estruch
- G. Llano
- Dolors Riera
- Dolors Monserdà
- Séneca
- Josep Subirana
- Joan Oller
- Lluis de Alemany
- Alexandre Font
- J. Ayné
- Jaume de Mur
- Enrich Clapés
- Josep M. Omar
- Ramon Miró
- Emili Graells
- Samuel Smiles
- P. Torrent
- Joan Torné
- Larroche
- Ramon Roig
- Lionatus
- J. Morató
- Félix Ballester
- Albert Llanas